# Констанца София фон Сайн-Витгенщайн-Берлебург
Констанца/Констанция София фон Сайн-Витгенщайн-Берлебург (на немски: Konstanze/Constantia Sophia von Sayn-Wittgenstein-Berleburg; * 11 април 1733, Берлебург; † 8 януари 1776, дворец Филипсайх при Драйайх) е графиня от Сайн-Витгенщайн-Берлебург-Лудвигсбург и чрез женитба графиня на Изенбург-Бюдинген-Филипсайх при Драйайх.

## Произход
Тя е дъщеря на граф Лудвиг Франц фон Сайн-Витгенщайн-Берлебург-Лудвигсбург (1694 – 1750) и съпругата му графиня Хелена Емилия фон Золмс-Барут (1700 – 1750), дъщеря на граф Йохан Кристиан I фон Золмс-Барут (1670 – 1726) и графиня Хелена Констанция фон Донерсмарк (1677 – 1753). Сестра е на Ернестина Елеонора (1731 – 1791) и на Хелена Шарлота София (1739 – 1805).
Констанца София фон Сайн-Витгенщайн-Берлебург умира на 8 януари 1776 г. във Филипсайх на 42 години.

## Фамилия
Констанца/Констанция София фон Сайн-Витгенщайн-Берлебург се омъжва на 13 юни 1762 г. във Филипсайх при Драйайх за граф Кристиан Карл фон Изенбург-Бюдинген-Филипсайх (* 28 юни 1732, Филипсайх при Драйайх; † 26 март 1779, Филипсайх), син на генерал граф Вилхелм Мориц II фон Изенбург-Бюдинген-Филипсайх (1688 – 1772) и Филипина Луиза фон Щолберг-Гедерн (1705 – 1744). Те имат седем деца:
- Вилхелм Мориц Йохан Еберхард Лудвиг Албрехт (* 27 май 1763; † 10 юни 1763)
- Амалия Луиза (* 10 декември 1764; † 24 септември 1844), омъжена на 10 април 1786 г. в Реда за граф Лудвиг Хайнрих Адолф фон Липе-Детмолд (1732 – 1800), син на граф Симон Хайнрих Адолф фон Липе и принцеса Йохана Вилхелмина фон Насау-Идщайн
- Карл Вилхелм Ернст (* 20 октомври 1767; † 30 януари 1781), граф на Изенбург-Бюдинген
- Фридерика Шарлота Вилхемина (* 15 септември 1769; † 30 януари 1776)
- Хайнрих Фердинанд (* 15 октомври 1770, дворец Филипсайх при Драйайх; † 27 декември 1838, Вехтерсбах), граф на Изенбург-Бюдинген-Филипсайх, баварски генерал, женен на 1 април 1791 г. в Реда, за графиня Амалия Изабела Сидония (1768 – 1822), дъщеря на граф Мориц Казимир II фон Бентхайм-Текленбург и Хелена Шарлота София фон Сайн-Витгенщайн-Берлебург
- Филипина Хенриета Вилхелмина (* 26 юни 1772; † 13/18 февруари 1834), омъжена на 13 юли 1789 г. в Лемго за граф Мориц Казимир III фон Бентхайм-Текленбург (1764 – 1806), син на граф Мориц Казимир II фон Бентхайм-Текленбург и Хелена Шарлота София фон Сайн-Витгенщайн-Берлебург
- Хайнрих Лудвиг Карл (* 25 април 1775; † 6 септември 1775)

Кристиан Карл фон Изенбург-Бюдинген-Филипсайх се жени втори път на 9 април 1776 г. във Филипсайх за нейната сестра графиня Ернестина Елеонора фон Сайн-Витгенщайн-Берлебург (* 24 септември 1731; † 5 юни 1791).